# Hicacoshalvön
Hicacoshalvön (spanska: Península de Hicacos) är en halvö på Kubas norra kust i provinsen Matanzas. Semesterorten Varadero ligger på halvön. Namnet kommer från en kaktusart.

## Geografi
Hicacoshalvön ligger mellan viken Bahía de Cárdenas och sundet Nicholas Channel till Atlanten. Dess yttersta spets (Punta Hicacos) är Kubas nordligaste punkt. Halvön är cirka 18 kilometer lång och mellan 0,5 och 2,5 kilometer bred.
Korallöarna utanför kusten, Cayo Piedras och Cayo Cruz del Padre, utgör den västligaste delen av ögruppen Archipiélago de Sabana-Camagüey.
Navigationskanalen Kawama skapades mellan Bahía de Cárdenas och nordkusten för att underlätta båttrafiken mellan hamnen i Cárdenas och nordkusten. Det enda sättet att ta sig till halvön, som nu är en ö, är via bron som går över kanalen på en väg som går längs hela halvön. Vägen är den nordligaste delen av Via Blanca och leder ut till hotellen och hamnen på Hicacoshalvöns nordspets.

## Turism

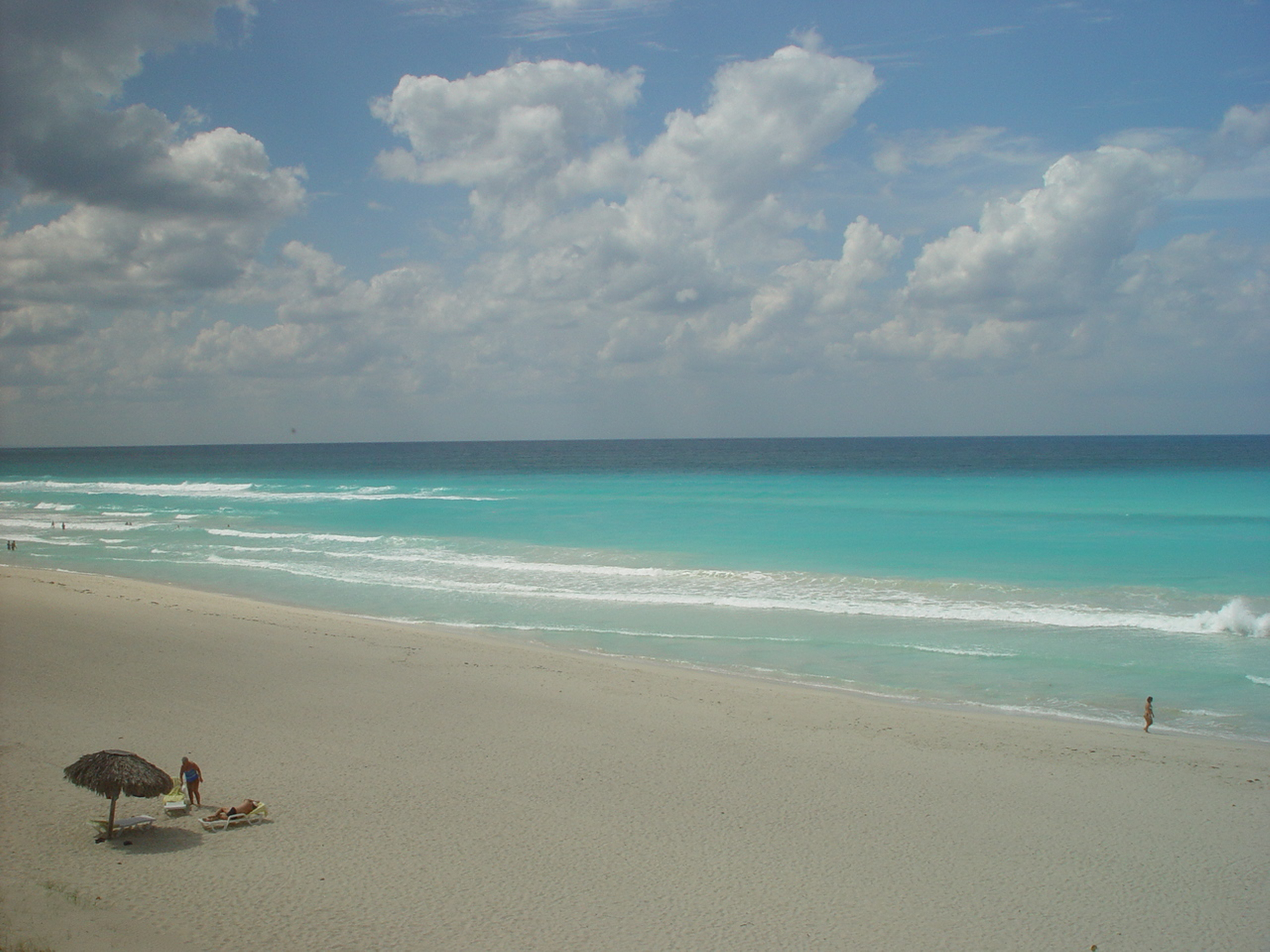
Vit sandstrand på nordkusten av Hicacoshalvön

På grund av de vita sandstränderna längs nordkusten anlades semesterorten Varadero i närheten av fastlandet och längre bort ligger en mängd "all-inclusive" hotell. På sydostkusten ligger en liten hamn och ett delfinarium. Hicacos Point Natural Park är ett 3,12 kvadratkilometer stort naturreservat som anlades år 1974 på halvöns nordöstra spets. Här finns den 250 meter långa Ambrosiogrottan, sjön Mangón med 31 fågelarter och 24 reptilarter samt ruinerna av saltindustrin La Calavera (skallen). Saltindustrin var en av de första som spanjorerna anlade i "nya världen".